# Svartalda
Svartalda är en kulle i republiken Island. Den ligger i regionen Austurland, 300 km öster om huvudstaden Reykjavík. Toppen på Svartalda är 675 meter över havet. Svartalda ingår i Álftavatnshæðir.
Trakten runt Svartalda är nära nog obefolkad, med mindre än två invånare per kvadratkilometer. Det finns inga samhällen i närheten. Trakten runt Svartalda består i huvudsak av gräsmarker.